# 莊士機構
莊士機構，（港交所：0367），公司於百慕達註冊，公司從事香港、越南、馬來西亞、台灣及蒙古國房地產發展及投資的控股公司。同時透過莊士實業 (集團)，業務包括床上用品產銷業務。
2012年，該集團亦擁有57.0%莊士中國（港交所：0298）的權益，及61%勤達集團（港交所：1172）的權益。
創辨人莊重文於1970年成立，1971年於香港聯交所上市，1972改名莊士集團，1993年莊重文去世時將生意交由元配所生兒子莊紹綏管理，後來由莊家彬擔任第三代掌門人。
2013年12月2日莊士機構拆售尖沙咀彌敦道219號莊士倫敦廣場，暫時先推低層單位5樓至8樓，意向呎價3.5萬元，物業為一座購物及娛樂中心，總面積113,233方呎，計算高低樓層的因素，全幢估值約30多億元。
2016年6月7莊士機構以21億元出售，即呎價約22.8萬元出售歌賦山道15號物業，地盤面積約18469平方呎，给香港祥祺集團董事局主席陳紅天。

## 集團主要項目
- 香港
  - 中環莊士大廈
  - 上環結志街16及18號（發展中）
  - 上環結志街20號（發展中）
  - 佐敦莊士倫敦廣場
  - 灣仔莊士企業大廈分散業權
  - 紅磡蕪湖居
  - 新蒲崗勤達中心
  - 香島道37號
  - 歌賦山道15號
  - 百祿徑17號
  - 半山寶珊道28號屋及30號屋（擁有50%權益）
  - 佐敦白加士街珀．軒
  - 北角莊士維港軒
  - 東半山司徒拔道摘星閣
  - 西半山莊士明德軒
  - 屯門弦海（發展中）
  - 旺角ONE SOHO（發展中）
- 越南
  - 西貢比華利山
  - 綠景花園
- 馬來西亞
  - 中央廣場
  - 栢林花園
- 台灣
  - 台北市信義區逸 • 居（擁有100%權益）
- 蒙古國
  - 烏蘭巴托蘇赫巴托爾區國際金融中心（擁有100%權益）
  - 烏蘭巴托蘇赫巴托爾區The Edelweiss Residence（擁有53%權益）
- 菲律賓
  - 宿霧宿務太平洋度假村（擁有40%權益）

## 外部連結
- 莊士機構 （页面存档备份，存于）